# Voloșnivka, Romnî
Voloșnivka (în ucraineană Волошнівка) este o comună în raionul Romnî, regiunea Sumî, Ucraina, formată numai din satul de reședință.

## Demografie
Componența lingvistică a comunei Voloșnivka
     Ucraineană (98,21%)
     Rusă (1,79%)
Conform recensământului din 2001, majoritatea populației comunei Voloșnivka era vorbitoare de ucraineană (98,21%), existând în minoritate și vorbitori de rusă (1,79%).